# Lovington (Illinois)
Lovington é uma vila localizada no estado americano de Illinois, no Condado de Moultrie.

## Demografia
Segundo o censo americano de 2000, a sua população era de 1222 habitantes.
Em 2006, foi estimada uma população de 1176, um decréscimo de 46 (-3.8%).

## Geografia
De acordo com o United States Census Bureau tem uma área de
2,1 km², dos quais 2,1 km² cobertos por terra e 0,0 km² cobertos por água. Lovington localiza-se a aproximadamente 206 m acima do nível do mar.

## Localidades na vizinhança
O diagrama seguinte representa as localidades num raio de 16 km ao redor de Lovington.